# (2786) Grinevia
(2786) Grinevia (1978 RR5) – planetoida z pasa głównego asteroid okrążająca Słońce w ciągu 4,22 lat w średniej odległości 2,61 j.a. Odkryta 6 września 1978 roku.